# Альстам, Эрик
Эрик Севериус Альстам (швед. Erik Severius Alstam; 24 октября 1889 — 4 декабря 1919) — шведский футболист, вратарь. Выступал за национальную сборную Швеции.

## Биография
Родился 24 октября 1889 года в Эденесе.
Выступал на позиции вратаря за «Гётеборг», в составе которого стал чемпионом Швеции.
11 сентября 1910 года дебютировал за национальную сборную Швеции в товарищеском матче с Норвегией. Встреча состоялась «Фрогнер» в Осло и завершилась победой шведов со счётом 4:0. Эта игра осталась единственный для Альстама за сборную.
После завершения карьеры работал секретарём в «Гётеборге» и выполнял ряд административных функций, а также работал главным редактором и ответственным издателем спортивного журнала и судьёй на футбольных матчах во внутренних соревнованиях в Швеции.
Умер в Гётеборге 4 декабря 1919 года.

## Достижения
Гётеборг
- Чемпион Швеции: 1910